# 玉響克己
玉響 克巳（たまひびき かつみ、1935年10月3日 - 没年不明 ）は、大分県別府市向浜出身で二所ノ関部屋に所属した大相撲力士。本名は新川 克巳（しんかわ かつみ）→灘 克巳（なだ -）。最高位は東前頭2枚目（1959年9月場所・1960年7月場所）。得意手は右四つ、寄り、上手投げなど。現役時代の体格は178cm、98kg。

## 来歴
大分県立水産高校を中退後、同郷の玉乃海（後、年寄・片男波）がいた二所ノ関部屋に入門。なお、角界入りする前は、捕鯨船の乗組員を志していたという。1954年1月場所で初土俵を踏み、翌3月場所、本名でもある「新川」の四股名で序ノ口に付いた。
体格にはあまり恵まれていなかったが比較的順調に出世し、1958年5月場所で十両へと昇進。この場所では11勝4敗という好成績を挙げて、千秋楽の十両優勝決定戦に登場した。北葉山・若秩父・富樫・若三杉・明歩谷・冨士錦といった面々との決定戦には敗退するも（優勝は若秩父）、玉響を含んだこれら7人は「7人の侍」と称され、話題になった（「7人の侍」の内、玉響を除く6人は後年、三役への昇進を果たしている。富樫は、後の横綱・柏戸。北葉山は、大関まで昇った）。
十両は、同場所の優勝同点の他2場所で二桁勝利するなど、負け越しなしで5場所で通過。
翌年3月場所では新入幕を果たし、同場所から3場所連続（※幕下時代の1958年3月場所から数えると、9場所連続）勝ち越して、9月場所では最高位となる前頭2枚目に進んだ。しかし、横綱・大関陣から白星を挙げる事はできず、6勝9敗と負け越した。
以降も幾度か横綱・大関陣との対戦圏内（※本記事では、関脇～前頭4枚目を指す）に進出したが、ちゃんこ嫌いで体重が中々増えなかった事や軽量による体力不足もあって振るわず、1960年9月場所（前頭4枚目、8勝7敗）以外はいずれも負け越している。結局、横綱・大関に勝つ事は一度も叶わず、三役への進出も果たせなかった。
1961年7月場所を最後に幕内から遠ざかり、以降は暫く十両にあったが、十両14枚目の地位で4勝11敗と大敗した1962年9月場所を以って廃業した。廃業時の年齢は、26歳であった。
その後は、運送会社に勤務したという。

## 主な成績・記録
- 通算成績：289勝257敗3休　勝率.529
- 幕内成績：107勝115敗3休　勝率.482
- 現役在位：46場所
- 幕内在位：15場所
- 各段優勝
  - 三段目優勝：1回（1956年3月場所）

### 場所別成績
| | 一月場所 初場所（東京） | 三月場所 春場所（大阪） | 五月場所 夏場所（東京） | 七月場所 名古屋場所（愛知） | 九月場所 秋場所（東京）  | 十一月場所 九州場所（福岡） |
| --- | ----------------------- | ----------------------- | ----------------------- | --------------------------- | ------------------------ | --------------------------- |
| 1954年 （昭和29年） | （前相撲）              | 東序ノ口4枚目 6–2       | 東序二段38枚目 4–4      | x                           | 西序二段34枚目 6–2       | x                           |
| 1955年 （昭和30年） | 東序二段2枚目 5–3       | 東三段目56枚目 7–1      | 西三段目23枚目 2–6      | x                           | 西三段目33枚目 4–4       | x                           |
| 1956年 （昭和31年） | 東三段目31枚目 5–3      | 西三段目9枚目 優勝 8–0  | 東幕下43枚目 4–4        | x                           | 東幕下43枚目 5–3         | x                           |
| 1957年 （昭和32年） | 西幕下32枚目 6–2        | 西幕下16枚目 4–4        | 東幕下15枚目 5–3        | x                           | 西幕下11枚目 5–3         | 西幕下4枚目 6–2             |
| 1958年 （昭和33年） | 西幕下2枚目 4–4         | 東幕下2枚目 5–3         | 西十両24枚目 11–4       | 西十両15枚目 8–7            | 西十両12枚目 9–6         | 西十両8枚目 11–4            |
| 1959年 （昭和34年） | 東十両筆頭 10–5         | 東前頭15枚目 8–7        | 東前頭13枚目 10–5       | 東前頭6枚目 9–6             | 東前頭2枚目 6–9          | 東前頭5枚目 4–8–3           |
| 1960年 （昭和35年） | 東前頭12枚目 10–5       | 東前頭8枚目 8–7         | 東前頭8枚目 10–5        | 東前頭2枚目 5–10            | 西前頭4枚目 8–7          | 東前頭3枚目 6–9             |
| 1961年 （昭和36年） | 西前頭5枚目 5–10        | 東前頭8枚目 6–9         | 東前頭11枚目 6–9        | 東前頭14枚目 6–9            | 東十両2枚目 8–7          | 東十両2枚目 5–10            |
| 1962年 （昭和37年） | 西十両5枚目 8–7         | 東十両3枚目 6–9         | 西十両5枚目 3–12        | 西十両16枚目 8–7            | 西十両14枚目 引退 4–11–0 | x                           |
| 各欄の数字は、「勝ち-負け-休場」を示す。 優勝 引退 休場 十両 幕下 三賞：敢=敢闘賞、殊=殊勲賞、技=技能賞 その他：★=金星 番付階級：幕内 - 十両 - 幕下 - 三段目 - 序二段 - 序ノ口 幕内序列：横綱 - 大関 - 関脇 - 小結 - 前頭（「#数字」は各位内の序列） |                         |                         |                         |                             |                          |                             |

### 幕内対戦成績
| 力士名 | 勝数 | 負数 | 力士名     | 勝数 | 負数 | 力士名 | 勝数 | 負数 | 力士名   | 勝数 | 負数 |
| ------ | ---- | ---- | ---------- | ---- | ---- | ------ | ---- | ---- | -------- | ---- | ---- |
| 青ノ里 | 5    | 5    | 朝潮(米川) | 0    | 2    | 愛宕山 | 0    | 2    | 荒岐山   | 1    | 1    |
| 安念山 | 3    | 4    | 一乃矢     | 0    | 1    | 岩風   | 2    | 4    | 宇多川   | 1    | 3    |
| 及川   | 5    | 0    | 追手山     | 1    | 0    | 大晃   | 4    | 3    | 小城ノ花 | 5    | 5    |
| 開隆山 | 3    | 1    | 柏戸       | 1    | 4    | 金ノ花 | 2    | 5    | 北の洋   | 3    | 4    |
| 北葉山 | 0    | 7    | 君錦       | 0    | 1    | 清ノ森 | 4    | 0    | 鬼竜川   | 1    | 1    |
| 国登   | 0    | 1    | 佐田の山   | 0    | 1    | 潮錦   | 8    | 2    | 信夫山   | 1    | 1    |
| 信夫竜 | 1    | 2    | 嶋錦       | 1    | 0    | 常錦   | 0    | 3    | 鶴ヶ嶺   | 1    | 4    |
| 出羽錦 | 3    | 6    | 時津山     | 1    | 3    | 時錦   | 2    | 0    | 栃錦     | 0    | 2    |
| 栃ノ海 | 2    | 3    | 栃光       | 2    | 2    | 鳴門海 | 3    | 1    | 成山     | 5    | 1    |
| 羽黒花 | 1    | 0    | 羽子錦     | 2    | 1    | 福田山 | 3    | 1    | 房錦     | 5    | 1    |
| 冨士錦 | 2    | 4    | 双ツ龍     | 2    | 2    | 前田川 | 1    | 1    | 松登     | 2    | 0    |
| 三根山 | 1    | 1    | 宮錦       | 2    | 0    | 明武谷 | 2    | 1    | 八染     | 1    | 0    |
| 芳野嶺 | 0    | 1    | 若杉山     | 3    | 3(1) | 若羽黒 | 0    | 6    | 若葉山   | 1    | 2    |
| 若前田 | 5    | 3    |            |      |      |        |      |      |          |      |      |

## 改名歴
- 新川 克己（しんかわ かつみ、1954年3月場所-1957年3月場所）
- 玉響 克己（たまひびき かつみ、1957年5月場所-1960年11月場所）
- 玉響 昌延（たまひびき まさのぶ、1961年1月場所-同年5月場所）
- 新川 克己（しんかわ かつみ、1961年7月場所-1962年9月場所）